# 田誠陽
田 誠陽（でん せいよう、? - ）は、中国の道士。原籍は山東省菏沢市菏沢県で、隣接する単県の漢方医の家に生まれた。

## 概要
祖父は、易学に長けてた医師である。1982年に青島市の嶗山に行き出家し、全真教に属した。1987年に中国道教協会の「道教知識専修班」（中国道教学院の前身）に入学して学んだ。1992年には中国道教研究室に入り、学術研究に従事するようになる。

## 著作
- 『仙学詳述』
- 『中華道家修煉学』
- 『仙学入門』

## 伝道の道
1999年、スペインのマドリード自治大学とバルセロナ太極センターの招聘を受けて、スペインでの伝道に赴いた。
弟子である田信深（David、2009年道教に帰依し、2013年に中国道教学院海外留学生クラスで学習に参加した）の協力で、スペインのカナリア諸島自治州に道教協会を設立し、最も有名な島であるテネリフェ島にスペイン清静宮道観分観を設立した。海島にあることから、田誠陽はそこを「海上清静宮」と名付けた。2004年陰暦3月3日に海上清静宮の落成式典が執り行われた。